# Rovana Plumb

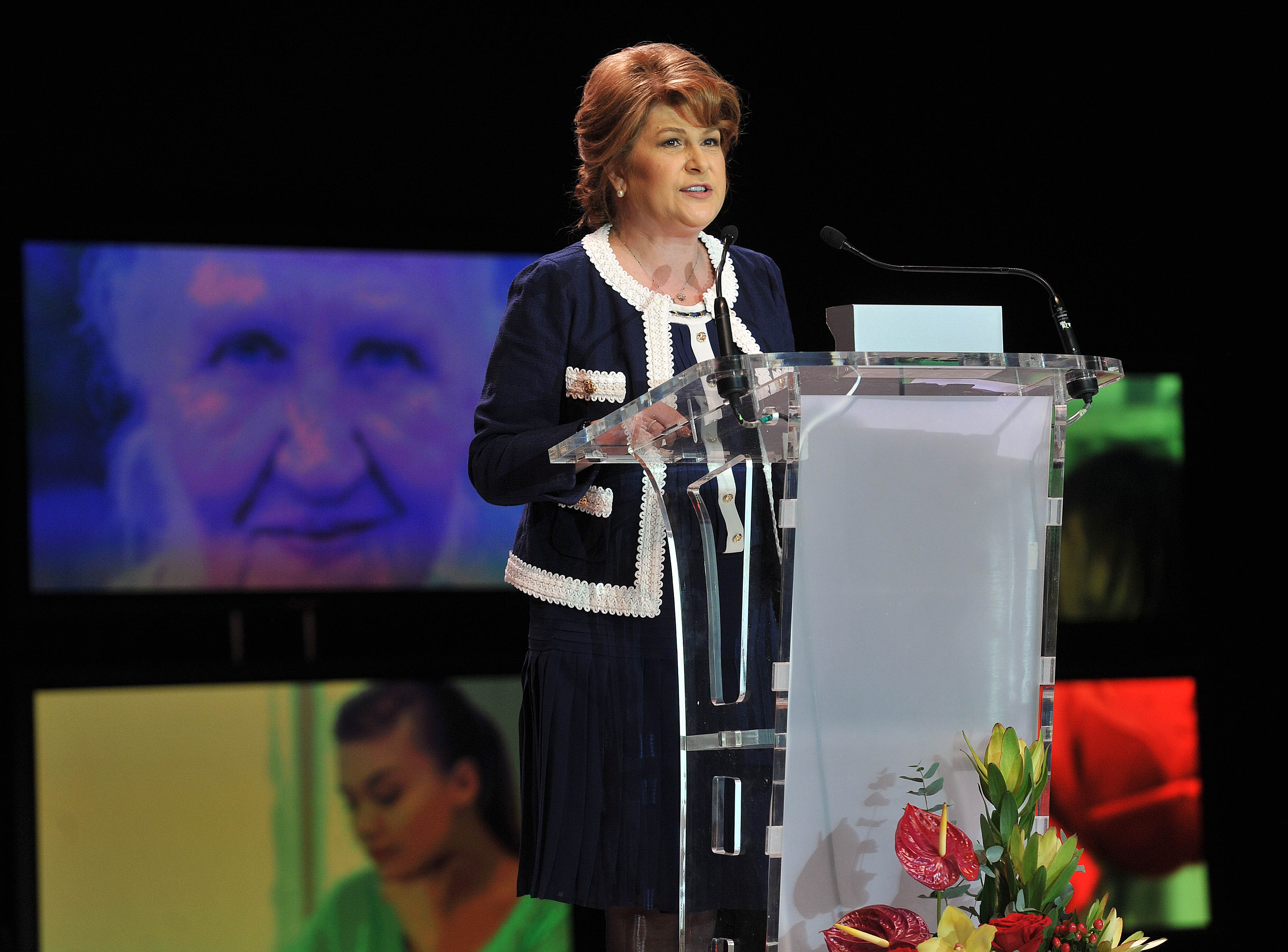
Rovana Plumb år 2014.

Rovana Plumb, född 22 juni 1960 i Bukarest, är en rumänsk politiker, tillhörande Socialdemokratiska partiet. Hon har bland annat varit minister i Victor Pontas regeringar och var Europaparlamentariker mellan 2009 och 2012. Plumb var även ledamot i Rumäniens deputeradekammare mellan 2004 och 2007.
Plumb nominerades av Rumäniens regering till att bli ledamot av Europeiska kommissionen 2019. Hon avvisades dock av Europaparlamentet på grund av obesvarade frågor runt sina ekonomiska intressen. I Europaparlamentet är hon numera ledamot i utskottet för transport och turism och delegationen för förbindelserna med Folkrepubliken Kina. Hon är även suppleant för utskottet för miljö, folkhälsa och livsmedelssäkerhet och utskottet för regional utveckling.
Hon har en examen från Handelsakademin i Bukarest.